# Dekanat Rybnik
Dekanat Rybnik – jeden z 37 dekanatów katolickich w archidiecezji katowickiej, powołany w 1924 r. W jego skład wchodzą następujące parafie:
- Parafia św. Teresy od Dzieciątka Jezus w Chwałowicach (Rybnik)
- Parafia Matki Bożej Szkaplerznej i św. Piusa X  w Jejkowicach
- Parafia św. Wawrzyńca w Ligockiej Kuźni (Rybnik)
- Parafia św. Jana Sarkandra w Paruszowcu (Rybnik)
- Parafia św. Antoniego z Padwy w Rybniku
- Parafia św. Jadwigi Śląskiej w Rybniku
- Parafia św. Józefa Robotnika w Rybniku
- Parafia Królowej Apostołów w Rybniku
- Parafia Matki Bożej Bolesnej w Rybniku
- Parafia Matki Bożej Częstochowskiej w Rybniku

## Historia
Utworzony z wydzielonych w 1924 r. parafii w dekanacie żorskim i jednej w dekanacie wodzisławskim, dekanat rybnicki wszedł w skład powołanej rok później diecezji katowickiej.